# Radomilický potok
Der Radomilický potok, am Oberlauf Bílý potok genannt, ist ein rechter Zufluss der Blanice in Tschechien.

## Verlauf
Der Bílý potok entspringt zwischen Kaliště und Shon in den südöstlichen Ausläufern der Písecké hory (Piseker Berge). Seine Quelle befindet sich am östlichen Fuße der Kometa (593 m). Der Bach fließt anfänglich vorbei an Kaliště und Rozovy nach Süden. Westlich von Temelín wird er von der Bahnstrecke Číčenice–Týn nad Vltavou überbrückt. Vorbei an Planovy erreicht der Bílý potok Lhota pod Horami, wo er im Teich Dolní Lhotský rybník gestaut wird. Bei Sedlec zweigt vom Bílý potok links der Bach Sedlecký potok ab, der parallel zum Bílý potok verläuft, die Teiche Cihelna und Pustý rybník durchfließt und sich danach wieder mit dem Bílý potok vereinigt. Anschließend fließt der Bílý potok durch den Teich Malešický rybník und an Malešice vorbei in die Blatská pánev (Blata-Becken).
Zwischen Chvalešovice und Bílá Hůrka wird der Bach im Fischteich Bělohůrecký rybník gestaut. Danach fließt der Bílý potok durch Strachovice sowie östlich an den Teichen Horní Strachovický rybník und Dolní Strachovický rybník, die über Gräben mit seinem Wasser gespeist werden, vorbei. Südwestlich von Záblatí wird ein Teil seines Wassers bei den Teichen Blatec und Jubilejní rybník beiderseits in ein System von Gräben eingeleitet. Nachfolgend ändert der Bach seine Richtung nach Nordwesten und fließt vorbei an Záblatíčko und Radomilice. Bei Klůs überquert die Bahnstrecke České Budějovice–Plzeň den Bach. Danach wird der Radomilický potok bei Strpí in den Teichen Strpský rybník, Skornice und Mlýnský rybník gestaut. Unterhalb des letztgenannten Teiches überquert die Bahnstrecke Číčenice–Haidmühle den Bach. Vorbei an Vodňany, Číčenice, Čavyně und Zlouň nimmt der Radomilický potok auf seinem Unterlauf nördliche Richtung. Nach 21,3 Kilometern mündet der Radomilický potok gegenüber von Milenovice in die Blanice.
Das Feuchtgebiet entlang des Baches zwischen Radomilice und Klůs ist als Naturreservat Radomilická mokřina geschützt. Ab Dubenec verläuft die Bahnstrecke České Budějovice–Plzeň flussabwärts entlang des Baches.
Der Radomilický potok ist fast an seinem gesamten Lauf begradigt und kanalisiert.

## Geschichte
Der Bílý potok galt vor der Regulierung der Bachläufe in der Blata als Zufluss des Bezdrevský potok.

## Zuflüsse
- Temelínský potok (l), im Teich Cihelna bei Sedlec in den Zweigarm Sedlecký potok
- Sedlecký potok (l), unterhalb des Pustý rybník bei Chvalešovice
- Temelínecký potok (l), bei Malešice
- Koutecký potok (r), bei Chvalešovice im Bělohůrecký rybník
- Dříteňský potok (l), gegenüber dem Dolní Strachovický rybník
- Zulaufgraben vom Malovický potok (l), bei Radomilice
- Libějovický potok (l) im Teich Strpský rybník
- Újezdecký potok (r), unterhalb Strpí
- Číčenický potok (r), bei Číčenice

## Abflüsse
- Sedlecký potok (l), bei Sedlec
- Zulaufgräben zum Horní Strachovický rybník und Dolní Strachovický rybník (r), unterhalb Strachovice
- Zulaufgraben zum Jubilejní rybník, bei Záblatí
- Abzweig am Teich Blatec; er mündet im Teich Černá bei Dubenec in den Jamský potok, der über den Olešník im Teich Zbudovský rybník dem Bezdrevský potok zufließt

## Größte Teiche
- Bělohůrecký rybník (54 ha)
- Strpský rybník (50 ha)